# Abraham Benjamin Conger
Abraham Benjamin Conger (* 14. Juli 1887 im Tift County, Georgia; † 9. Dezember 1953) war ein US-amerikanischer Jurist und Politiker. Nach seiner Berufung durch Präsident Harry S. Truman fungierte er von 1949 bis zu seinem Tod im Jahr 1953 als Bundesrichter am Bundesbezirksgericht für den mittleren Distrikt von Georgia.

## Leben
Conger studierte an der Mercer University und erhielt dort 1911 seinen Bachelor (A.B.). 1912 erwarb er den Bachelor of Laws (LL.B.) an der Law School der Mercer University. Conger praktizierte nun von 1912 bis 1949 als Rechtsanwalt in Bainbridge. Des Weiteren betätigte er sich politisch. So gehörte er von 1915 bis 1916 dem Repräsentantenhaus von Georgia an und bekleidete von 1922 bis 1923 das Amt des Bürgermeisters von Bainbridge.
Am 19. Mai 1949 wurde Conger von Präsident Truman zum Richter am United States District Court for the Middle District of Georgia nominiert. Am 2. Juni 1949 erfolgte seine Bestätigung durch den Senat. Conger trat sein neues Amt am 6. Juni 1949 an und bekleidete es bis zu seinem Tod. Sein Sitz fiel dann an William Augustus Bootle.
Conger war verheiratet und hatte vier Kinder, eine Tochter und drei Söhne. Zwei seiner Söhne schlugen ebenfalls Karrieren als Rechtsanwälte ein und einer der beiden, James Willis Conger, gehörte darüber hinaus ebenfalls der Georgia General Assembly an.